# Liste von Sakralbauten in Gevelsberg
Die Liste von Sakralbauten in Gevelsberg enthält die Kirchengebäude und andere Sakralbauten in der Stadt Gevelsberg.

## Liste
| Bild                        | Name                 | Lage (Stadt, Ortsteil) | Gründung, Bauzeit | Konfession bzw. Religion | Träger                     | Bemerkungen     |
| --------------------------- | -------------------- | ---------------------- | ----------------- | ------------------------ | -------------------------- | --------------- |
| Erlöserkirche Gevelsberg    | Erlöserkirche        | Gevelsberg             | 1826–1830         | evangelisch              | EKvW, Kirchenkreis Schwelm |                 |
|                             | Christi Auferstehung | Gevelsberg             |                   | römisch-katholisch       | Bistum Essen               |                 |
| Liebfrauenkirche Gevelsberg | Liebfrauenkirche     | Gevelsberg             |                   | römisch-katholisch       | Bistum Essen               | 2023 profaniert |
| Sankt Engelbert             | Sankt Engelbert      | Gevelsberg             |                   | römisch-katholisch       | Bistum Essen               |                 |
|                             | Ev. Kirche Silschede | Gevelsberg (Silschede) |                   | evangelisch              | EKvW, Kirchenkreis Schwelm |                 |